# Isohaara vattenkraftverk

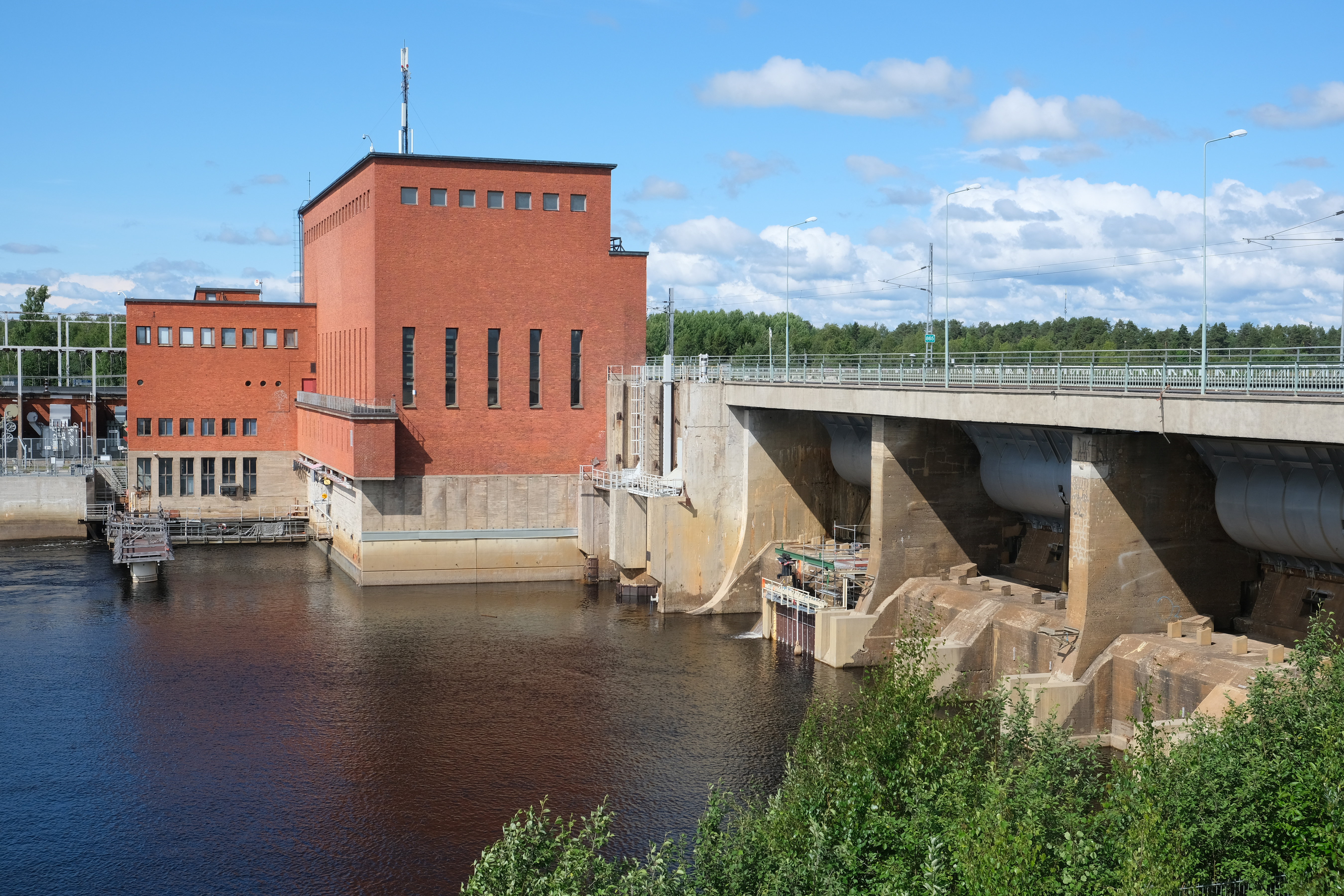
Isohaara vattenkraftverk.

Isohaara är ett vattenkraftverk tillhörigt Pohjolan Voima Oy vid mynningen av Kemi älv. 
Kraftverket uppfördes 1945–1948. Det 12,2 meter höga fallet har skapats på konstgjord väg. Ett andra kraftverk med laxtrappa färdigställdes 1993. De båda kraftverkens totala effekt är 106 MW. Kraftverksdammen tjänstgör samtidigt som landsvägs- och järnvägsbro över älven.